# Лендово (Ґданський повіт)
Лендово (пол. Lędowo, нім. Landau) — село в Польщі, у гміні Прущ-Гданський Ґданського повіту Поморського воєводства.
Населення — 225 осіб (2011).
У 1975-1998 роках село належало до Гданського воєводства.

## Демографія
Демографічна структура станом на 31 березня 2011 року:
|          | Загалом | Допрацездатний вік | Працездатний вік | Постпрацездатний вік |
| -------- | ------- | ------------------ | ---------------- | -------------------- |
| Чоловіки | 109     | 29                 | 74               | 6                    |
| Жінки    | 116     | 32                 | 63               | 21                   |
| Разом    | 225     | 61                 | 137              | 27                   |